# Куиър България
„Куиър България“ е организация, работеща за правата на ЛГБТ, а също така и за подпомагане на ЛГБТ, ХИВ позитивните и наркозависимите в България, борбата срещу СПИН и за предпазването и срещу разпространението на наркотици в България. 
Нейните цели за изграждане на по-демократично общество, борба с дискриминацията и хомофобията, предоставяне на правни, социални, психологически и здравни услуги. Фондация „Куиър България“ спечели на първа инстанция първото дело в България за дискриминация на основата на сексуална ориентация срещу Софийския Университет „Св. Климент Охридски“. 
Фондацията работи в областта на социалната интеграция, психологическото подпомагане, политическото лобиране, промяна на обществените нагласи, правни и институционални промени. Според „Куиър България“: ... проблем е, че Конституцията (и съответният член от Семейния кодекс) провъзгласява брака за “свещен съюз между мъж и жена”. 